# ダンスインザダーク
ダンスインザダーク（欧字名:Dance In The Dark、1993年6月5日 - 2020年1月2日）は、日本の競走馬、種牡馬
1996年の菊花賞優勝馬で、同年のJRA賞最優秀4歳牡馬を受賞した。主戦騎手は武豊。種牡馬としては菊花賞父仔制覇を達成したザッツザプレンティ・デルタブルース・スリーロールス、2004年の安田記念を制したツルマルボーイと4頭のGI級競走優勝馬を輩出している。悲運の貴公子と呼ばれた。
馬名の由来は母のダンシングキイと、黒鹿毛の馬体からの連想である。

## 経歴

### デビュー前
1993年6月5日、北海道千歳市の社台ファームに生まれる。父は後に13年連続のリーディングサイアーとなるサンデーサイレンス、母はアメリカから輸入されたダンシングキイ。6月と遅生まれであったが、管理調教師となる橋口弘次郎によれば、当歳秋の時点で馬体に「大物感」があり、クラシックを狙える馬と感じたという。競走年齢の3歳を迎えた1995年には全姉ダンスパートナーが優駿牝馬（オークス）に優勝、半兄エアダブリンも活躍を見せており、血統面でも大きな注目を集める存在となった。
1995年夏、この年の6月に佐野量子との挙式を行い、挨拶を兼ねて社台ファームを訪れていた武豊が吉田照哉から、「関東にも一頭、凄いのが行くことになっているんだけど、こっちは関西の大将格になると思うよ。今のうちにツバをつけといたほうがいいんじゃない?」と勧められ、本馬に騎乗。その動きに強い印象を受けた武は、関西に戻ったのち直ちに橋口の元へ赴き、自ら主戦騎手に立候補した。なお、吉田照哉が言っていた「関東に行く凄い一頭」は、翌年ダンスインザダーク、ロイヤルタッチ、イシノサンデーとともに「サンデー四天王」として総称されるバブルガムフェローだった。

### 戦績

#### 3歳時（1995年）

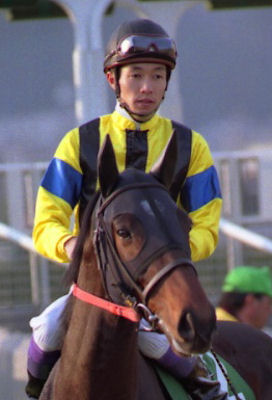
ダンスインザダークと武豊（ラジオたんぱ杯3歳ステークスにて）

クラシック制覇が夢ではなく現実的な目標であると感じていた橋口は、初戦の段階から東京優駿（日本ダービー）までを見据えたローテーションを企画し、12月3日の阪神競馬第4競走で初戦を迎えた。レースは後方待機から、直線で終始内側に斜行を続けながらも先行馬を差し切って勝利を挙げた。続いて、デビュー前から予定していたラジオたんぱ杯3歳ステークスに向かう。本競走には、同じく武が騎乗して新馬戦を勝ったサンデーサイレンス産駒・ロイヤルタッチも出走していたが、武は本馬を選択した。当日はやはりサンデーサイレンス産駒のイシノサンデーに次ぐ2番人気に支持された。しかし最後の直線でロイヤルタッチ、イシノサンデーに突き放され、両馬から3馬身半差の3着に終わった。

#### 4歳時（1996年）

##### 春
翌年4歳初戦は、クラシックに向けてきさらぎ賞から始動。再戦したロイヤルタッチと競り合い、クビ差の2着となる。次走・弥生賞（皐月賞トライアル）ではイシノサンデーを3着に退けて快勝。橋口によれば「遅生まれの分、成長が遅かった」が、この勝利で「きさらぎ賞で対戦した有力馬には負けないという確信を得た」と語っている。
続いてはクラシック初戦・皐月賞へ臨む予定であったが、競走6日前に熱発（発熱）が判明し、回避を余儀なくされた。これを受けて、目標とした東京優駿へは直行というプランもあったが、状態の回復が早く、トライアル競走のプリンシパルステークスに出走。2着に2馬身差を付けて快勝し、6月2日、東京優駿を迎えた。
当日は皐月賞に優勝したイシノサンデー、同2着のロイヤルタッチを抑えて1番人気に支持された。レースでは2-4番手を追走、直線で先頭に立つと後続馬を突き放した。しかし後方から追い込んだフサイチコンコルド（7番人気）にゴール前で一気に交わされ、クビ差の2着に敗れた。武は交わされた瞬間「えっ、嘘だろう」と思ったといい、橋口は「頭の中が真っ白ですよ。あのとき周囲に人がいなかったら、その場にへたりこんでいたでしょうね」と回顧している。フサイチコンコルドはここまで2戦2勝。プリンシパルステークスにも出走予定があったが、熱発で回避していた。橋口は「僕はずっと前からあの馬（フサイチコンコルド）は強いと言い続けていましたから、プリンシパルステークスに出てきていれば、当然マークした所なんですけどね」と悔いた。
競走前、陣営はイギリスのキングジョージ6世&クイーンエリザベスダイヤモンドステークスへの出走計画を立てていたが、この敗戦により中止となり、ダンスインザダークは休養に入った。

##### 秋
夏は社台ファームで休養に充てた後、9月に帰厩。翌月の京都新聞杯から始動し、ロイヤルタッチ、イシノサンデー等を退けて勝利を収めた。なお、この勝利によりクラシック三冠分のトライアルレース制覇が成立したため1981年のサンエイソロン以来史上2頭目の「トライアル三冠馬」となり11月3日にクラシック最終戦・菊花賞を迎える。
当日は本馬が1番人気、復帰初戦のカシオペアステークスで敗れていたフサイチコンコルドが2番人気となった。ダンスインザダークは中団からレースを進めたが、周回2周目の第3コーナーから最終コーナーにかけて、失速してきた先行馬に進路を塞がれ、直線では後方12番手という位置取りとなった。しかも直線入口では、最内で前が詰まった状態。しかし武は馬群を避けて徐々に外に持ち出すと、最後は先頭を行ったロイヤルタッチを一気に交わし、1着で入線。春の雪辱を果たす形でクラシック最後の一冠を制した。推定上がり3ハロンは33秒8という、長距離競走としては破格のタイムであった。橋口は進路を失って下がった瞬間を「これは駄目だ、掲示板もないかと思いました」と述懐し、「武騎手でなければ勝てていません。別の騎手なら3着だったでしょうね」と、直線での武の手綱捌きを賞賛した。
しかし菊花賞の翌日、屈腱炎を発症している事が判明、そのまま引退し、種牡馬となることが発表された。当年の年度表彰では、フサイチコンコルド、4歳馬として戦後初めて天皇賞（秋）を制したバブルガムフェローを抑え、最優秀4歳牡馬に選出された。

### 種牡馬時代
引退後は社台スタリオンステーションで種牡馬となった。2004年の全日本種牡馬リーディング2位、2006-07年オセアニア種牡馬リーディング4位の実績を残し、サンデーサイレンスの後継種牡馬の1頭となっている。しかしツルマルボーイが4シーズンで種牡馬としての供用を打ち切られ、ザッツザプレンティはシーズン3年目の種付け頭数が5頭となり、その後の2010年に種牡馬引退、デルタブルースは引退後乗馬になるなど、ダンスインザダーク自身は有力な後継種牡馬を出せていない。なおダンスインザダーク産駒では、他にダイタクバートラム、タガノマイバッハらが種牡馬入りしている。
2011年10月にブリーダーズ・スタリオン・ステーションに移動、2012年からは同ステーションで種牡馬を続行する。
2014年12月、社台スタリオンステーションに移動し2015年からは同ステーションで種牡馬生活を続行する。
2017年1月、種牡馬を引退した。
2020年1月2日、老衰による起立不能により死亡（27歳没）。

## 競走成績
| 年月日 | 年月日 | 年月日 | 競馬場 | レース名           | 格   | 頭数 | 人気 | 着順 | 距離（状態）  | タイム （上り3F） | タイム （上り3F） | タイム 差 | 騎手 | 斤量 [kg] | 馬体重 [kg] | 勝ち馬（2着馬）        |
| 1995.  | 12.    | 3      | 阪神   | 3歳新馬            |      | 11   | 1    | 1着  | 芝1600m（良） | 1:35.3            | (35.6)            | -0.1      | 武豊 | 54        | 498         | （マチカネヒガノボル） |
|        | 12.    | 23     | 阪神   | ラジオたんぱ杯3歳S | GIII | 15   | 2    | 3着  | 芝2000m（良） | 2:03.3            | (35.5)            | -0.6      | 武豊 | 54        | 504         | ロイヤルタッチ         |
| 1996.  | 2.     | 4      | 京都   | きさらぎ賞         | GIII | 10   | 2    | 2着  | 芝1800m（良） | 1:48.2            | (34.7)            | -0.0      | 武豊 | 55        | 500         | ロイヤルタッチ         |
|        | 3.     | 3      | 中山   | 弥生賞             | GII  | 13   | 2    | 1着  | 芝2000m（良） | 2:02.7            | (35.1)            | -0.2      | 武豊 | 55        | 498         | （ツクバシンフォニー） |
|        | 5.     | 11     | 東京   | プリンシパルS      | OP   | 13   | 1    | 1着  | 芝2200m（良） | 2:13.9            | (34.8)            | -0.3      | 武豊 | 56        | 500         | （トピカルコレクター） |
|        | 6.     | 2      | 東京   | 東京優駿           | GI   | 18   | 1    | 2着  | 芝2400m（良） | 2:26.1            | (35.0)            | -0.0      | 武豊 | 57        | 502         | フサイチコンコルド     |
|        | 10.    | 13     | 京都   | 京都新聞杯         | GII  | 11   | 1    | 1着  | 芝2200m（良） | 2:14.1            | (34.5)            | -0.1      | 武豊 | 57        | 506         | （カシマドリーム）     |
|        | 11.    | 3      | 京都   | 菊花賞             | GI   | 17   | 1    | 1着  | 芝3000m（良） | 3:05.1            | (33.8)            | -0.1      | 武豊 | 57        | 502         | （ロイヤルタッチ）     |

## ダンスインザダークとスペシャルウィーク
武はダンスインザダーク引退から2年後、同じサンデーサイレンス産駒のスペシャルウィークで東京優駿を制し、念願のダービージョッキーとなった。武によれば両馬は「体型も乗り味も全体の雰囲気も」非常によく似ていたといい、初めてスペシャルウィークに乗った際の印象として、「牧場で初めてダンスインザダークに乗った時のことを思い出しました」と述べている。また調教師はダンスパートナーと同じ白井寿昭であり、担当厩務員も同じ村田浩行だったため楽しみは余計に大きくなったと語っている。白井は自身が管理したダンスインザダークの姉・ダンスパートナーに似た印象を持ったとしている。スペシャルウィークの母の父・マルゼンスキーは母の父であるニジンスキーの仔であり、血統構成も似ている。

## 産駒

### GI級競走優勝馬
- 1998年産
  - ツルマルボーイ（安田記念、金鯱賞、中京記念）
- 2000年産
  - ザッツザプレンティ（菊花賞、ラジオたんぱ杯2歳ステークス）
- 2001年産
  - デルタブルース（メルボルンカップ、菊花賞、ステイヤーズステークス）
- 2006年産
  - スリーロールス（菊花賞）

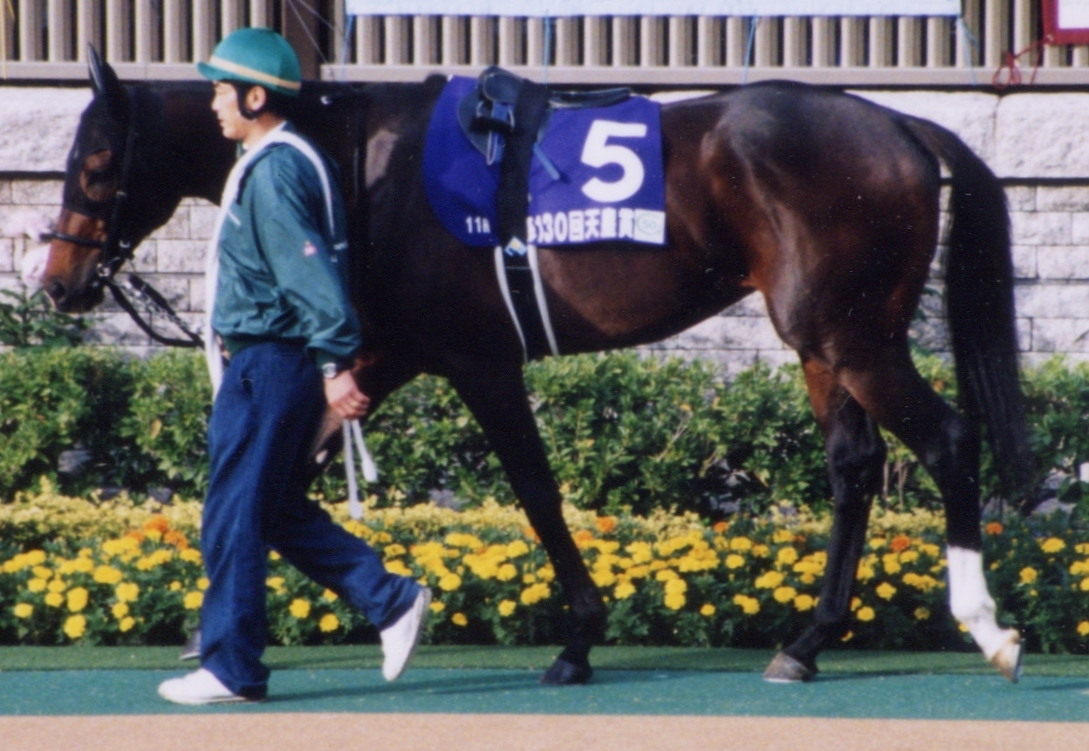
ツルマルボーイ（1998年産）
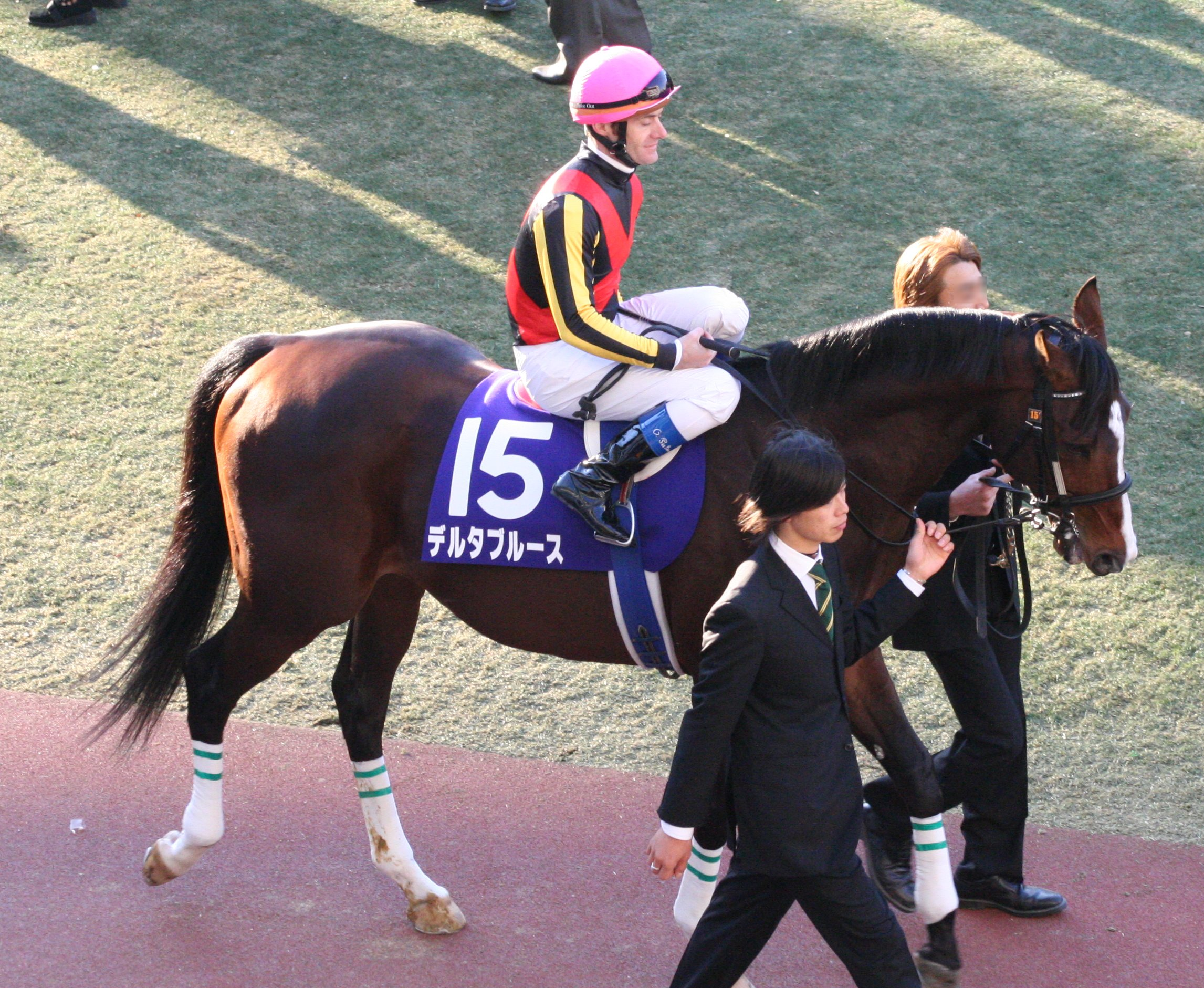
デルタブルース（2001年産）
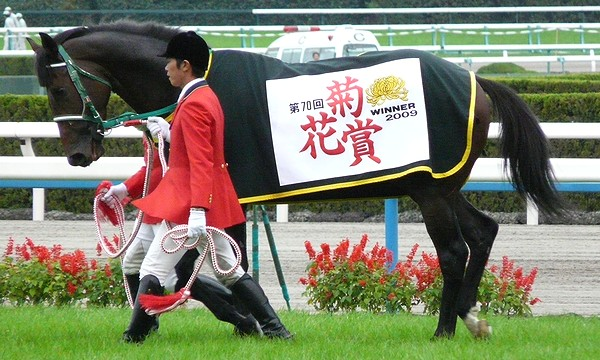
スリーロールス（2006年産）

### グレード制重賞優勝馬
- 1998年産
  - ダイタクバートラム（阪神大賞典、ステイヤーズステークス、北九州記念）
  - オイワケヒカリ（フローラステークス）
- 1999年産
  - タガノマイバッハ（大阪杯、中京記念）
  - ファストタテヤマ（京都新聞杯、デイリー杯2歳ステークス）
  - インタータイヨウ（兵庫チャンピオンシップ）
  - アズマビヨンド（阪神ジャンプステークス）
- 2000年産
  - ウイングランツ（ダイヤモンドステークス）
  - マッキーマックス（ダイヤモンドステークス）
  - マルブツトップ（佐賀記念）
- 2001年産
  - ジョリーダンス（阪神牝馬ステークス 2回）
  - ダンスアジョイ（小倉記念）
  - フミノトキメキ（小倉サマージャンプ）
- 2002年産
  - チョウサン（毎日王冠）
  - ダンスインザモア（スプリングステークス、福島記念）
  - コンラッド（ラジオたんぱ賞）
- 2003年産
  - トーホウアラン（京都大賞典、京都新聞杯、中日新聞杯）
- 2004年産
  - マルカフェニックス（阪神カップ、スワンステークス）
  - ザレマ（京成杯オータムハンデキャップ）
- 2005年産
  - ムードインディゴ（府中牝馬ステークス）
- 2006年産
  - フォゲッタブル（ステイヤーズステークス、ダイヤモンドステークス）
  - ダノンヨーヨー（富士ステークス）
  - ストロングガルーダ（ラジオNIKKEI賞）
  - ヴィーヴァヴォドカ（フラワーカップ）
  - タッチミーノット（中山金杯）
- 2007年産
  - ダークシャドウ（毎日王冠、エプソムカップ）
- 2009年産
  - クラレント（デイリー杯2歳ステークス、富士ステークス、東京新聞杯、エプソムカップ、関屋記念、京成杯オータムハンデキャップ）

### 地方重賞優勝優勝馬
- 2002年産
  - パノラマビューティ（東京シンデレラマイル）
- 2004年産
  - ゴールデンミション（中日杯）
  - ゴールドマイン（桐花賞、岩鷲賞、青藍賞）

### 母の父としての産駒

#### グレード制重賞馬優勝馬
- 2004年産
  - オープンガーデン（阪神スプリングジャンプ）- 父ゴーカイ
- 2007年産
  - メイショウカンパク（京都大賞典）- 父グラスワンダー
  - ショウリュウムーン（チューリップ賞、京都牝馬ステークス、朝日チャレンジカップ）- 父キングカメハメハ
- 2008年産
  - フォーエバーマーク（キーンランドカップ）- 父ファルブラヴ
- 2010年産
  - ラブリーデイ（中山金杯、京都記念、鳴尾記念、宝塚記念[22]、天皇賞（秋））- 父キングカメハメハ
  - ザラストロ（新潟2歳ステークス）- 父ホワイトマズル
- 2011年産
  - アルバート（ステイヤーズステークス3回、ダイヤモンドステークス）- 父アドマイヤドン
- 2013年産
  - ダイメイプリンセス（アイビスサマーダッシュ、北九州記念）- 父キングヘイロー
- 2014年産
  - キョウヘイ（シンザン記念）- 父リーチザクラウン
  - トリオンフ（小倉大賞典、小倉記念、中山金杯）- 父タートルボウル
- 2015年産
  - ユーキャンスマイル（ダイヤモンドステークス、新潟記念、阪神大賞典）- 父キングカメハメハ
- 2016年産
  - ボッケリーニ（中日新聞杯、目黒記念、鳴尾記念）- 父キングカメハメハ
- 2017年産
  - ルビーカサブランカ（愛知杯）- 父キングカメハメハ
- 2018年産
  - クールキャット（フローラステークス）- 父スクリーンヒーロー
  - ウェルドーン（関東オークス）- 父ヘニーヒューズ
  - レディバグ（スパーキングレディーカップ）- 父ホッコータルマエ[23]
- 2020年産
  - アンクルブラック（京都ハイジャンプ）- 父キタサンブラック
  - コスモフリーゲン（七夕賞）- 父スクリーンヒーロー

#### 地方重賞優勝馬
- 2007年産
  - ケージーアメリカン（白銀争覇）- 父アフリート
- 2008年産
  - ナターレ（クラウンカップ、戸塚記念、OROカップ、しらさぎ賞）- 父クロフネ
- 2009年産
  - プレティオラス（東京ダービー、東京記念）- 父フィガロ
- 2010年産
  - ハカタドンタク（やまびこ賞、はまなす賞、オパールカップ）- 父フレンチデピュティ
  - コウギョウデジタル（ウイナーカップ、ひまわり賞、不来方賞、あすなろ賞、フェアリーカップ、OROカップディスタフ）- 父アグネスデジタル
- 2011年産
  - コパノバウンシ（日高賞）- 父サウスヴィグラス
- 2013年産
  - マイタイザン（兵庫若駒賞、西日本ダービー、摂津盃、新春賞、兵庫大賞典、梅見月杯、園田金盃）- 父ファスリエフ
  - ノブタイザン（園田ジュニアカップ、兵庫ダービー、六甲盃）- 父ディープスカイ
- 2014年産
  - スペルマロン（高知県知事賞2回、黒潮スプリンターズカップ、珊瑚冠賞、黒潮マイルチャンピオンシップ、だるま夕日賞、二十四万石賞、福永洋一記念、トレノ賞）- 父ロージズインメイ
  - タガノカピート（園田FCスプリント）- 父ケイムホーム
- 2015年産
  - サザンヴィグラス（栄冠賞、ブリーダーズゴールドジュニアカップ、北斗盃）- 父サウスヴィグラス
  - グローリーグローリ（赤松杯）- 父シニスターミニスター
- 2016年産
  - ヤマショウブラック（不来方賞、桐花賞、イーハトーブマイル、知床賞）- 父ルースリンド
- 2017年産
  - ルイドフィーネ（ロジータ記念）- 父サウスヴィグラス
- 2018年産
  - ウワサノシブコ（ユングフラウ賞）- 父アイルハヴアナザー
  - ジェフリー（ウイナーカップ）- 父トーセンジョーダン
- 2022年産
  - プレミアムカインド（花吹雪賞）- 父ナダル

## 血統

### 血統表
| ダンスインザダークの血統                                   | ダンスインザダークの血統                                           | ダンスインザダークの血統                                           | （血統表の出典）                                                   | （血統表の出典） |
| 父系                                                       | サンデーサイレンス系（ヘイロー系）                                 | サンデーサイレンス系（ヘイロー系）                                 | サンデーサイレンス系（ヘイロー系）                                 | [ § 2 ]          |
| 父 *サンデーサイレンス Sunday Silence 1986 青鹿毛 アメリカ | 父の父Halo 1969 黒鹿毛 アメリカ                                    | Hail to Reason                                                     | Turn-to                                                            | Turn-to          |
| 父 *サンデーサイレンス Sunday Silence 1986 青鹿毛 アメリカ | 父の父Halo 1969 黒鹿毛 アメリカ                                    | Hail to Reason                                                     | Nothirdchance                                                      |                  |
| 父 *サンデーサイレンス Sunday Silence 1986 青鹿毛 アメリカ | 父の父Halo 1969 黒鹿毛 アメリカ                                    | Cosmah                                                             | Cosmic Bomb                                                        | Cosmic Bomb      |
| 父 *サンデーサイレンス Sunday Silence 1986 青鹿毛 アメリカ | 父の父Halo 1969 黒鹿毛 アメリカ                                    | Cosmah                                                             | Almahmoud                                                          |                  |
| 父 *サンデーサイレンス Sunday Silence 1986 青鹿毛 アメリカ | 父の母Wishing Well 1975 鹿毛 アメリカ                              | Understanding                                                      | Promised Land                                                      | Promised Land    |
| 父 *サンデーサイレンス Sunday Silence 1986 青鹿毛 アメリカ | 父の母Wishing Well 1975 鹿毛 アメリカ                              | Understanding                                                      | Pretty Ways                                                        |                  |
| 父 *サンデーサイレンス Sunday Silence 1986 青鹿毛 アメリカ | 父の母Wishing Well 1975 鹿毛 アメリカ                              | Mountain Flower                                                    | Montparnasse                                                       | Montparnasse     |
| 父 *サンデーサイレンス Sunday Silence 1986 青鹿毛 アメリカ | 父の母Wishing Well 1975 鹿毛 アメリカ                              | Mountain Flower                                                    | Edelweiss                                                          |                  |
| 母 *ダンシングキイ Dancing Key 1983 鹿毛 アメリカ          | 母の父Nijinsky 1967 鹿毛 カナダ                                    | Northern Dancer                                                    | Nearctic                                                           | Nearctic         |
| 母 *ダンシングキイ Dancing Key 1983 鹿毛 アメリカ          | 母の父Nijinsky 1967 鹿毛 カナダ                                    | Northern Dancer                                                    | Natalma                                                            |                  |
| 母 *ダンシングキイ Dancing Key 1983 鹿毛 アメリカ          | 母の父Nijinsky 1967 鹿毛 カナダ                                    | Flaming Page                                                       | Bull Page                                                          | Bull Page        |
| 母 *ダンシングキイ Dancing Key 1983 鹿毛 アメリカ          | 母の父Nijinsky 1967 鹿毛 カナダ                                    | Flaming Page                                                       | Flaring Top                                                        |                  |
| 母 *ダンシングキイ Dancing Key 1983 鹿毛 アメリカ          | 母の母Key Partner 1976 黒鹿毛 アメリカ                             | Key to the Mint                                                    | Graustark                                                          | Graustark        |
| 母 *ダンシングキイ Dancing Key 1983 鹿毛 アメリカ          | 母の母Key Partner 1976 黒鹿毛 アメリカ                             | Key to the Mint                                                    | Key Bridge                                                         |                  |
| 母 *ダンシングキイ Dancing Key 1983 鹿毛 アメリカ          | 母の母Key Partner 1976 黒鹿毛 アメリカ                             | Native Partner                                                     | Raise a Native                                                     | Raise a Native   |
| 母 *ダンシングキイ Dancing Key 1983 鹿毛 アメリカ          | 母の母Key Partner 1976 黒鹿毛 アメリカ                             | Native Partner                                                     | Dinner Partner                                                     |                  |
| 母系(F-No.)                                                | Dinner Partner系(FN:7)                                             | Dinner Partner系(FN:7)                                             | Dinner Partner系(FN:7)                                             | [ § 3 ]          |
| 5代内の近親交配                                            | Almahmoud 4×5、Blue Swords・Bluehaze5×5、Native Dancer 5･5（母内） | Almahmoud 4×5、Blue Swords・Bluehaze5×5、Native Dancer 5･5（母内） | Almahmoud 4×5、Blue Swords・Bluehaze5×5、Native Dancer 5･5（母内） | [ § 4 ]          |
| 出典                                                       | 1. 2. 3. 4.                                                        | 1. 2. 3. 4.                                                        | 1. 2. 3. 4.                                                        | 1. 2. 3. 4.      |

父については同馬を参照のこと。母は不出走馬だが、活躍している主な近親は母系は4代母Dinner Partner、3代母Native　Partnerから広がっており、本馬の直近の近親にも数々の活躍馬が出ている。

### 主な近親
- 半兄にエアダブリン（父トニービン、ステイヤーズステークス、ダイヤモンドステークス）
- 全姉にダンスパートナー（優駿牝馬、エリザベス女王杯など）
- 全弟にエアギャングスター（札幌記念2着）、トーセンダンス（種牡馬）
- 全妹にダンスインザムード（桜花賞、ヴィクトリアマイルなど）
- 母ダンシングキイの全妹キーフライヤーの孫にスズカマンボ（天皇賞（春））がいる。
- 3代母Native Partnerはマスケットハンデキャップを制している。
- 3代母Native Partnerの産駒にFormidable（ミドルパークステークスなど）、Flying Partner（ファンタジーステークスなど）、Ajdal（デューハーストステークスなど）がいる。
- 3代母Native Partnerを同じく3代母として持つ近親にはNoverre（サセックスステークス）、アラジ（ブリーダーズカップ・ジュヴェナイルなど）、Joyeux Danseur（アーリータイムズ・ターフクラシック）などがいる。
- その他、Native Partnerから広がる近親には、Native Partnerを4代母として持つイーグルカフェ（ジャパンカップダートなど）がいる。
- 4代母Dinner Partnerの産駒には日本で種牡馬として活躍したジムフレンチ（サンタアニタダービー）がいる。
- その他、4代母Dinner Partnerから広がる近親には、その孫にGracioso（リュパン賞）がいる。